# Otto I. von Geldern
Otto I. von Geldern (* um 1194; † 1. September 1215) war Bischof von Utrecht.
Der Sohn des Grafen Otto I. von Geldern wurde 1212 durch den Einfluss seiner Verwandten auf den Bischofsstuhl erhoben. Zu diesem Zeitpunkt war er erst 18 Jahre alt und hatte damit das kanonische Alter noch nicht erreicht. Er konnte auch die päpstliche Dispensation hierfür nicht erwerben, bevor er drei Jahre später, 1215, starb. Er war Propst in Xanten gewesen und scheint während seiner kurzen Amtsführung wenig für sein Bistum geleistet zu haben, im Gegenteil durch Verleihung von Zehnten an seinen Bruder, den Grafen von Geldern, eher sein Haus als sein Stift bevorteilt zu haben.

## Quelle
- Pieter Lodewijk Muller: Otto I., Bischof von Utrecht. In: Allgemeine Deutsche Biographie (ADB). Band 24, Duncker & Humblot, Leipzig 1887, S. 729.

| Vorgänger            | Amt                           | Nachfolger         |
| -------------------- | ----------------------------- | ------------------ |
| Dietrich II. von Ahr | Bischof von Utrecht 1212–1215 | Otto II. von Lippe |

| Personendaten    | Personendaten       |
| ---------------- | ------------------- |
| NAME             | Otto I. von Geldern |
| KURZBESCHREIBUNG | Bischof von Utrecht |
| GEBURTSDATUM     | um 1194             |
| STERBEDATUM      | 1. September 1215   |